# Herb Rynu
Herb Rynu – jeden z symboli miasta Ryn i gminy Ryn w postaci herbu.

## Wygląd i symbolika
Herb przedstawia brązowego jelenia spoczywającego nad brzegiem niebieskiego jeziora pod zielonym drzewem. Tarcza herbowa zwieńczona jest koroną z trzema basztami, na której widnieje liczba „1723”.

## Historia
Godło to zostało skopiowane z piętnastowiecznej pieczęci tutejszego komtura krzyżackiego. Nadanie herbu nastąpiło dopiero w 1880 roku.